# Botanophila eurymetopa
Botanophila eurymetopa är en tvåvingeart som först beskrevs av Fritz Isidore van Emden 1941.  Botanophila eurymetopa ingår i släktet Botanophila och familjen blomsterflugor.
Artens utbredningsområde är Kenya. Inga underarter finns listade i Catalogue of Life.